# Facebook Portal
Facebook Portal是Facebook Inc.（現更名為Meta Platforms）於2018年發布的智慧音響和視訊通話設備。該產品由四種型號組成（Portal、Portal+、Portal TV 和 Portal Go），通過Messenger和WhatsApp提供視訊通話，並配有可自動縮放和跟踪人們動作的鏡頭。這些設備構成了亞馬遜的虛擬助理服務Amazon Alexa。Meta使用從Portal設備收集的一些數據進行目標式廣告。
評論者對Portal系列的視頻和音頻處理能力給予了積極評價。